# Ede Tóth (Dramatiker)

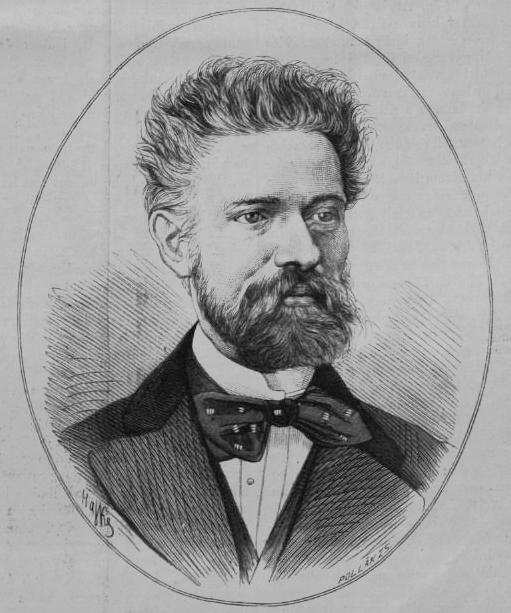
Ede Tóth (um 1875)

Ede Tóth (* 14. Oktober 1844 in Putnok, Habsburgermonarchie; † 26. Februar 1876 in Budapest, Österreich-Ungarn) war ein ungarischer Dramatiker und Dichter. 

## Leben
Ede Tóth wurde als eines von fünf Kindern eines Schneiders geboren. Er besuchte die Schule in Spišská Nová Ves und sein Vater schickte ihn anschließend auf eine Handelsschule. Anschließend arbeitete er drei Jahre lang in einem Mischwarengeschäft in Putnok, bevor er schließlich Arbeit in Budapest fand. Mit Hilfe seiner Eltern erhielt er daraufhin die Möglichkeit in Sárospatak zu studieren, wobei er anfing seine ersten Gedichte zu schreiben. 1871 heiratete er die Schauspielerin Veronika Benedek. Mit dem Tod seines Vaters kehrte er mit seiner Frau nach Putnok zurück und widmete sich vermehrt dem Schreiben. Sein Drama A falu rossza, welches hauptsächlich auf seinen autobiographischen Erfahrungen in Putnok beruht, wurde 1874 vom Nationaltheater in Budapest zur Uraufführung ausgewählt. Auch sein 1876 veröffentlichtes Drama Toloncz wurde vom Nationaltheater aufgeführt.
Am 26. Februar 1876 verstarb Tóth im Alter von 31 Jahren an den Folgen einer Tuberkuloseerkrankung, als er in Budapest weilte. Er liegt auf dem Friedhof Kerepesi temető begraben. Ihm zu Ehren gründete der ebenfalls aus Putnok stammende Schriftsteller István Tamás im Jahr 2000 den Ede-Tóth-Literaturzirkel, der sich seitdem alljährlich in Putnok trifft. Tóths Dramen werden bis heute noch an ungarischen Theatern gespielt. Mit Aufkommen des Ungarischen Films wurden Anfang des 20. Jahrhunderts all seine Stücke verfilmt.

## Werke (Auswahl)
- Schneider Fáni (1872)
- A falu rossza (1873)
- A kintornás család (1876)
- Toloncz (1876)